# Førde Lufthavn, Bringeland
Førde Lufthavn, Bringeland (IATA : FDE, ICAO: ENBL) er en norsk lufthavn som ejes og drives af Avinor AS. Lufthavnen er placeret på Bringeland i Gaular kommune i Sogn og Fjordane fylke, og det er omkring 16 kilometer fra Førde centrum. Lufthavnen blev åbnet 30 August 1986. Flyselskabet Widerøe driver ruteflyvninger til lufthavnen.
Når lufthavnen åbnede afløste en lufthavn i Øyrane i Førde. Den åbnede i 1971, men fik kun midlertidig licens på grund af beliggenheden midt i et industriområde.
Lufthavnen udvidet sin landingsbane i 2009 til at opfylde Avinor nye sikkerhedskrav 
Ved lufthavnen står en mindesten over luftslaget under anden verdenskrig, ofte refereret til som "den sorte fredag", 9. februar 1945 ved Førdefjorden, der begge sider led svære tab.

## Destinationer
|       | Flyselskab | Destinationer                               |
| ----- | ---------- | ------------------------------------------- |
| Norge | Widerøe    | Bergen, Oslo, Sandane, Sogndal, Ørsta-Volda |